# Szełabolicha
Szełabolicha (ros. Шелаболиха) – wieś (sieło) w Rosji, w Kraju Ałtajskim, ośrodek administracyjny rejonu szełabolichińskiego. W 2010 liczyła 4006 mieszkańców.